# Teresa Hamel

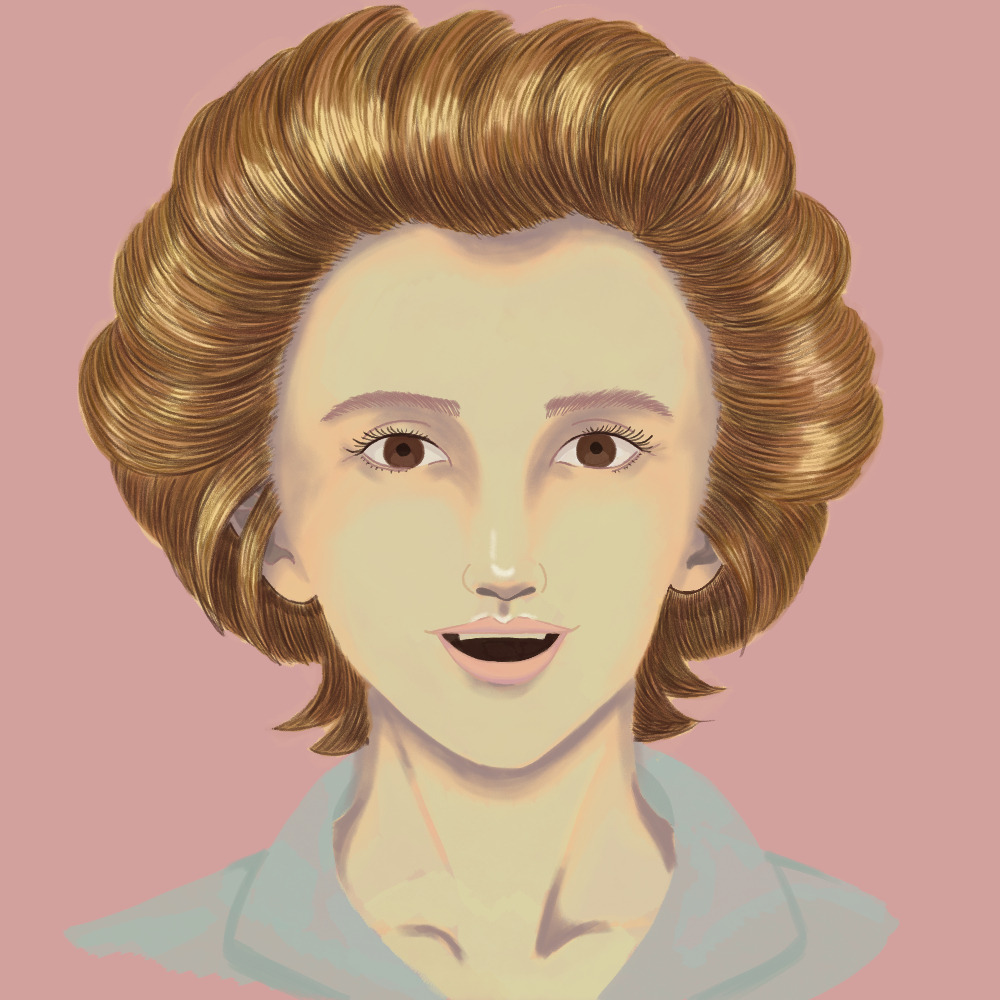
Illustration von Teresa Hamel (2021)

Teresa Hamel (* 20. April 1918 in Viña del Mar; † 18. März 2005 ebenda) war eine chilenische Schriftstellerin. 
1984 erhielt sie für ihre Erzählung „La sorpresa“ (Die Überraschung) den Primer Premio Internacional Julio Cortázar. 1985 gewann sie den Schreibwettbewerb der Zeitschrift „Paula“ mit der Erzählung  La Rucia Guzmán, und 1967 den 2º premio del concurso Gabriela Mistral der Stadt Santiago, für ihre Erzählung La noche del rebelde (Die Nacht des Rebellen).

## Nachlass
Nach dem Tod Teresa Hamels spendete ihre Familie die über zweitausend Bände umfassende Bibliothek der Autorin der Biblioteca Benjamín Vicuña Mackenna in Viña del Mar.
Im Jahre 2008, schufen der chilenische Schriftstellerverband Sociedad de Escritores de Chile und Hamles Familie den Concurso Nacional de Cuentos Teresa Hamel, zur Erinnerung an die Schriftstellerin und ihr Werk. Zur Erinnerung an Hamel wurde ein Museumssaal eröffnet. Bei der Eröffnungszeremonie hielten einige namhafte Autoren Ansprachen zu Ehren des schriftstellerischen Schaffens Hamels.

„Merece ser mucho más leída y conocida, porque fue una prosista de lujo y una mujer legendaria, de gran belleza. (Sie verdient es, viel mehr gelesen zu werden und bekannt zu sein, denn sie war eine erstklassige Prosaistin und eine legendäre Frau von großer Schönheit.)“

„Una mujer inteligente y de un vigor espiritual sorprendente, y una cuentista extraordinaria, de las más notables que tenemos en la literatura chilena. (Eine intelligente Frau von erstaunlicher spiritueller Kraft und eine außergewöhnliche Geschichtenerzählerin, eine der bemerkenswertesten, die wir in der chilenischen Literatur haben.)“

## Werke
In chronologischer Reihenfolge
- 1951 – El contramaestre (Der Bootsmann)
- 1958 – Gente sencilla (Einfache Leute)
- 1959 – Raquel devastada (Die vernichtete Raquel)
- 1969 – La noche del rebelde (Die Nacht des Rebellen)
- 1979 – Verano austral (Südlicher Sommer)
- 1980 – Las causas ocultas (Die geheimen Angelegenheiten)
- 1981 – ¿Quién soy? (Wer bin ich?)
- 1984 – Dadme el derecho de existir (Gebt mir das Recht zu leben)
- 1988 – Leticia de Combarbalá (Leticia von Combarbalá)
- 1992 – Las cien ventanas (Die hundert Fenster)
- 2006 – Reñaca, reminiscencias  (Reñaca, Erinnerungen)